# Taylor Schilling
Taylor Jane Schilling (Boston, 27 luglio 1984) è un'attrice statunitense.

## Biografia
Taylor Schilling è nata a Boston, Massachusetts, figlia di un procuratore a West Roxbury e dell'amministratrice del MIT a Wayland; i suoi genitori divorziarono quando aveva 15 anni. Dopo il diploma alla Scuola Superiore di Wayland (2002) e aver concluso gli studi alla Fordham University of New York al Lincoln Center, ha continuato a partecipare a produzioni teatrali, ed è riuscita ad ottenere il suo bachelor nel 2006. Successivamente Taylor è entrata alla New York University per continuare i suoi studi di recitazione, ma lo ha lasciato dopo il suo secondo anno per partecipare alle prime audizioni.
Nel 2009 riceve il suo primo ruolo di rilievo interpretando la parte dell'infermiera Veronica Flanagan Callahan nella serie Mercy, la quale verrà cancellata nel 2010 dopo una sola stagione. Nel 2012, è la coprotagonista del film di Ho cercato il tuo nome, di Scott Hicks, recitando al fianco di Zac Efron. 
A partire dal 2013 ottiene il ruolo di protagonista nella serie TV Orange Is the New Black, recitando la parte di Piper Chapman, che finisce in prigione per riciclaggio e traffico di droga, ruolo grazie a cui riceve due nomination nel 2014 ai Golden Globe e una agli Emmy Award. Nel 2015 prende parte al film The Overnight. Nel 2018 partecipa al film The Titan.

## Filmografia

### Cinema
- Dark Matter, regia di Shi-Zheng Chen (2007)
- Atlas Shrugged: Part I, regia di Paul Johansson (2011)
- Ho cercato il tuo nome (The Lucky One), regia di Scott Hicks (2012)
- Argo, regia di Ben Affleck (2012)
- Stay, regia di Aislinn Hunter (2013)
- The Overnight, regia di Patrick Brice (2015)
- Take Me, regia di Pat Healy (2017)
- The Public, regia di Emilio Estevez (2018)
- The Titan, regia di Lennart Ruff (2018)
- Phil, regia di Greg Kinnear (2019)
- The Prodigy - Il figlio del male (The Prodigy), regia di Nicholas McCarthy (2019)

### Televisione
- Mercy – serie TV, 22 episodi (2009-2010)
- Orange Is the New Black – serie TV 91 episodi (2013-2019)
- The Bite – serie TV 6 episodi (2021)
- Pam & Tommy – miniserie TV (2022)
- American Horror Story – serie TV, episodio 12x05 (2023) – non accreditata

## Riconoscimenti
- Golden Globe
  - 2014 – Candidatura alla Miglior attrice in una serie drammatica per Orange Is the New Black
  - 2015 – Candidatura alla Miglior attrice in una serie commedia per Orange Is the New Black
- Hollywood Film Awards
  - 2012 – Miglior cast per Argo
- Premio Emmy
  - 2014 – Candidatura alla Miglior attrice protagonista in una serie commedia per Orange Is the New Black
- Screen Actors Guild Award
  - 2015 – Miglior cast in una serie commedia per Orange Is the New Black
  - 2016 – Miglior cast in una serie commedia per Orange Is the New Black
  - 2017 – Miglior cast in una serie commedia per Orange Is the New Black

## Doppiatrici italiane
Nelle versioni in italiano delle opere in cui ha recitato, Taylor Schilling è stata doppiata da:
- Francesca Fiorentini in Mercy, Orange Is the New Black, The Prodigy - Il figlio del male
- Selvaggia Quattrini in Ho cercato il tuo nome, The Titan
- Beatrice Caggiula in The Overnight
- Debora Magnaghi in Take Me
- Myriam Catania in Pam & Tommy